# Galerie Montmartre (galerie d'art)
Pour les articles homonymes, voir Galerie Montmartre.
La Galerie Montmartre est une galerie d'art contemporain fondée par Alex Doppia, directeur du musée Dalí Paris, à Paris, en 2016.

## Expositions
- 2020 : Mona Lisa in Space[4],[5]
- 2022 : Skima[6]
Face à Face Silvio Porzionato et Gil Bruvel[7],[8].
- 2023: Luz Severino[9]

## Installation extérieure
En octobre 2020, à l'occasion de l'exposition Musée Imaginaire un tableau de trois mètres de haut ("À la folie" de  Patrick Rubinstein) est installé à la façade de la galerie située place du Tertre.